# Sarmizegetusa (Hunedoara)
Sarmizegetusa is een dorp in het Roemeense district Hunedoara. Het ligt op 1100 m hoogte in het Hațeg-gebergte, in de Zevenburgse Alpen, aan de Zeicani rivulet. Het dorp stond eerder bekend als Grădiștea en ligt 15 kilometer ten zuidwesten van Hațeg.